# Parásito (Héroes)
Parasite - Parásito Es el décimo octavo episodio de la serie de televisión estadounidense, Héroes.

## Trama
- Después de la muerte de Simone, Isaac Méndez, completamente molesto, maldice a Peter Petrelli e intenta dispararle pero este se torna invisible y sale volando por la ventana. Más tarde llega con Nathan y le revela todo, Nathan le dice que llamará a la policía como un anónimo y le aconseja a Peter que Mohinder puede ayudarlo.

- Thompson interroga a Noah el que declara que lo último que recuerda es que estaba conduciendo con su esposa, Sandra, a casa desde el hospital, y que no sabe donde esta Claire o el haitiano. Más tarde, fuera de la habitación Thompson y Candice Wilmer observan a Bennet, junto con Matt Parkman el que es retenido contra su voluntad. Parkman les dice después que el Sr. Bennet está diciendo la verdad.

- Unas horas más tarde Candice y Bennet llegan al apartamento de Isaac, Candice se disfraza de Simone y oculta el cadáver de la verdadera para engañar ala policía. Ella después se convierte en Simone para mofarse de Isaac, y le suplica a Bennet quedarse. Pero él se rehúsa y le dice a Isaac que han establecido una coartada, diciendo que Simone estará en Europa indefinidamente. Después de que se van, un devastado Isaac busca heroína y con ello pinta varias pinturas donde se describe con su cabeza abierta y su cerebro removido, igual que las víctimas de Sylar.

- El haitiano le dice a Claire que deben huir del país por qué no pueden confiar en nadie más. Él le dice a Claire que no pueden quedarse con Peter Petrelli, el hace una llamada telefónica y habla en francés. Más tarde cuando llegan al aeropuerto, Claire se las arregla para separase del haitiano tomando sus papeles y permisos para abordar, ella entonces va al apartamento de Peter Petrelli en Nueva York porque es la única persona en quien confía. Angela Petrelli abre la puerta, le dice a Claire que pase y comienza hablar francés, después ella se presenta como la abuela de Claire y le revela que ha tratado de protegerla, y que por eso, ha estado trabajando con el haitiano, quien también está ahí.

- Antes de que su memoria fuera borrada, el Sr. Bennet le cuenta a su esposa que finja que el haitiano le borro la memoria. Además le da una nota en donde le dice toda la verdad de con quien ha trabajado y de no buscar a Claire, después de regresar de Nueva York, reintenta su plan, asegurando que destruirá a Primatech, diciéndoselo a “Sandra” quien es Candice disfrazada, cuando Candice se presenta, Thompson y sus hombres llegan para arrestar a Bennet.

- Nathan y Hiro se ven el uno al otro en el hotel, Nathan ayuda a Hiro a entrar al museo, donde le da el resto de las pinturas al conservador. Después de que el conservador sale de la habitación Hiro comienza la búsqueda de la fabulosa espada de Takezo Kensei en la computadora del conservador, pronto descubre que esta en el CRM-114. Justo cuando Hiro iba a tomar la espada el conservador lo atrapa y llama a seguridad, el primer guardia en llegar es Ando quien lo ayuda golpeándolo.

- Jessica continua poseyendo a Niki, ella juega Heavenly Sword en PlayStation 3 con Micah. Sin embargo D.L. Hawkins está comenzando a sospechar de ella, debido a una pista que le dio Niki, una fotografía de Nathan en su almohada, Jessica le dice que la conserva porque es un traficante y lo besa, una vez que se va Jessica confronta a Niki en el espejo, ella toma su arma, la carga y se va.

- Nathan y Hiro se vuelven a encontrar, esta vez Hiro quiere entrar al casino pero el guardia no se muestra amistoso así que Natahn lo ayuda a pasar, más tarde Hiro logra conseguir la espada, pero el atendedor se da cuenta de esto y llama al equipo de seguridad para atrapar a Hiro, sin embargo Ando (quien se encontraba trabajando como oficial de policía) aparece y noquea al atendedor, pero eso no evita que los guardias vengan hacia ellos y juntos los dos viajan en el tiempo para escapar de los guardias.

- Nathan está a punto de conseguir cada vez más información sobre Linderman pero Jessica mata a los guardaespaldas de Nathan y logra llegar hasta él, pero para sorpresa de este ella resulta ser Niki, ella le informa que no tiene mucho tiempo y le dice donde esta Linderman para que lo mate luego ella le pide ser golpeada y Nathan accede. Finalmente Nathan llega con el Sr. Linderman para matarlo, sin embargo el hombre le dice que si lo mata estará muerto en pocos momentos, además de que le revela que sabe sobre sus poderes y los de otros héroes, por último le promete a Nathan la posibilidad de estar en la casa blanca dentro de muy pocos años y Nathan baja la pistola.

- Mohinder regresa a su apartamento queriendo seguir buscando especiales en compañía de “Zane” (Sylar), pero cuando Sylar es descubierto por Mohinder entonces lo droga y le dice que vengará la muerte de su padre, y así el empieza a torturar a Sylar e intentar experimentar con él, minutos después decide matarlo, pero Sylar se libera y casi lo mata no sin antes exigirle la lista de especiales.

- Al final se ve cómo Peter llega al apartamento de Mohinder solo para toparse con este último herido y un Sylar hambriento de poder, Sylar lo reconoce y empieza a cortar la frente de Peter mientras el grita en agonía.[1][2]